# Aartsbisdom Uberaba

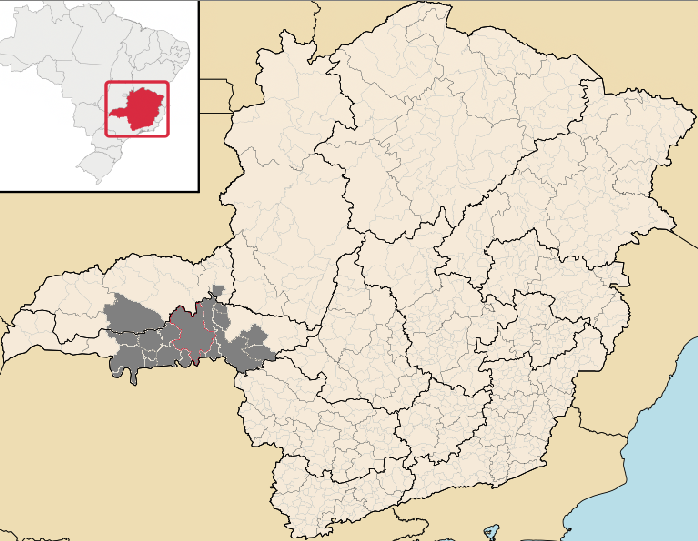
Aartsbisdom Uberaba.

Het aartsbisdom Uberaba (Latijn: Archidioecesis Uberabensis; Portugees: Arquidiocese de Uberaba) is een in Brazilië gelegen rooms-katholiek aartsbisdom met zetel in de stad Uberaba in de staat Minas Gerais. De aartsbisschop van Uberaba is metropoliet van de kerkprovincie Uberaba waartoe ook de volgende suffragane bisdommen behoren:
- Bisdom Ituiutaba
- Bisdom Patos de Minas
- Bisdom Uberlândia

## Geschiedenis
Op 29 september 1907 richtte paus Pius X, met de apostolische constitutie Goyaz Adamantina, het bisdom Uberaba op. Het gebied van het bisdom werd onttrokken aan het bisdom Goiás. Uberaba werd suffragaan aan het aartsbisdom Mariana. De volgende bisdommen werden in de daaropvolgende jaren afgesplitst: Aterrado (1918), territoriale prelatuur Paracatu (1929), Patos de Minas (1955) en Uberlândia (1961). Op 1 februari 1924 werd het bisdom suffragaan aan het aartsbisdom Belo Horizonte.
Op 14 april 1962 werd het bisdom Uberaba door paus Johannes XXIII, met de apostolische constitutie Animorum societas verheven tot aartsbisdom. Op 16 oktober 1982 verloor het aartsbisdom een deel van zijn gebied ten behoeve van de oprichting van het bisdom Ituiutaba.

## Bisschoppen van Uberaba

### Bisschoppen
- 1907–1923: Eduardo Duarte e Silva
- 1923–1924: José Tupinambá da Frota (vervolgens bisschop van Sobral)
- 1924–1928: Antônio de Almeida Lustosa SDB (vervolgens bisschop van Corumbá)
- 1929–1938: Antonio Colturato OFMCap (vervolgens bisschop van Botucatu)
- 1939–1962: Alexandre Gonçalves do Amaral (vanaf 1962 aartsbisschop)

### Aartsbisschoppen
- 1962–1978: Alexandre Gonçalves do Amaral (tot 1962 bisschop)
- 1978–1996: Benedito de Ulhôa Vieira,
- 1996–2012: Aloísio Roque Oppermann SCI
- 2012-heden: Paulo Mendes Peixoto